# 청송군·영양군·영덕군
청송군·영양군·영덕군은 대한민국의 옛 국회의원 선거구이다. 당시 경상북도 청송군, 영양군, 영덕군 지역을 관할했다.

## 역사
제16대 국회의원 선거를 앞두고 실시된 선거구 개편 과정에서 청송군과 영양군, 영덕군이 하나의 선거구를 이루게 됨에 따라 신설되었다.
제17대 국회의원 선거를 앞두고 실시된 선거구 개편 과정에서 청송군은 신설되는 군위군·의성군·청송군 선거구로 편입되고 영양군과 영덕군은 영양군·영덕군·봉화군·울진군 선거구를 형성하게 됨에 따라 폐지되었다.

## 역대 국회의원
| 선거   | 정당 | 정당     | 의원   |
| ------ | ---- | -------- | ------ |
| 2000년 |      | 한나라당 | 김찬우 |

## 역대 선거 결과

### 대한민국 제16대 국회의원 선거
|  | 44.93% |

|  | 37.04% |

|  | 6.66% |

|  | 6.44% |

|  | 4.90% |